# Alfred Jefferis Turner
Pour les articles homonymes, voir Turner.
Alfred Jefferis Turner (3 octobre 1861 à Canton, Chine - 29 décembre 1947 à Brisbane, Australie) est un entomologiste et pédiatre australien.

## Biographie
Bien que né en Chine, il suit sa scolarité en Grande-Bretagne où il obtient un doctorat de l’University College de Londres. Il déménage ensuite en Australie en 1888 où il devient chirurgien pédiatre. Il y prend position pour l'allaitement et milite pour l'instauration de cliniques prénatales puis établit la première clinique pour nourrissons dans le Queensland en 1909.
En tant qu'entomologiste il nomme plus de 450 genres et se forge une collection de plus de 50 000 spécimens qu'il décrit dans plus de 240 articles scientifiques. Il travaille essentiellement sur ce que les Anglais nomment moths (mites, mais qui correspondent plus à la vision française des papillons de nuit) australiens.

## Affiliations
Il devient en 1904 président de la société médicale du Queensland et en 1930 président de la société entomologique du Queensland.

## Publications
- 1917 : Revision of Australian Lepidoptera, Proceedings of the Linnean Society of New South Wales v.42
- 1926 : Studies in Australian Lepidoptera, Transactions and Proceedings of the Royal Society of South Australia v.50 p. 120-155
- 1947 : Contributions to our knowledge of Australian Microlepidoptera, Proceedings of the Royal Society of Queensland v.57 p. 65-74.

## Référence
- (en) Australian Dictionary of Biography, Volume 12, (MUP), 1990 Texte complet